# Anfiteatro di Statilio Tauro
L'anfiteatro di Statilio Tauro (latino: amphitheatrum Statilii Tauri) fu il primo anfiteatro permanente costruito a Roma.

## Storia
Inaugurato nel 29 a.C. nella parte meridionale del Campo Marzio da Tito Statilio Tauro, a proprie spese: il due volte console, generale e politico romano dell'epoca augustea aveva infatti una grande fortuna, e finanziò pure i giochi gladiatorii per l'inaugurazione dell'anfiteatro al pubblico romano. Sebbene fosse in parte costruito in pietra, alcune strutture erano in legno, come l'arena. Fu totalmente distrutto in occasione del grande incendio di Roma del 64.
Secondo quanto ci racconta Svetonio, Augusto sembra si recò nell'arena di un anfiteatro (che potremmo identificare con quello di Statilio Tauro), oppure di un circo romano (Circo Massimo o Circo Flaminio):
(Svetonio, Augustus, 43.)
| Planimetria del Campo Marzio meridionale |
| --- |
| Tevere Navalia Circus Flaminius Teatro di Marcello T. di Diana T. della Pietà T. di Giano T. di Giunone T. di Spes Tempio di Bellona Tempio di Apollo Sosiano Tempio di Giove Statore Tempio di Giunone Regina Portico d'Ottavia Portico di Filippo T. d'Ercole Portico d'Ottavio Teatro di Balbo Crypta Balbi Portico di Minucio T. delle Ninfe Diribitorium T. di Giuturna T. della Fortuna T. di Feronia T. dei Lari Permarini Curia di Pompeo Portico di Pompeo Teatro di Pompeo Tempio di Venere Vincitrice Templi di Marte e Nettuno Santuario di Ercole Magnus Custos Tempio di Castore e Polluce Ponte Fabricio Isola Tiberina Porticus Maximae T. di Vulcano Porticus Divorum Villa Publica Hecatostylum T. della Fortuna equestre Anfiteatro di Statilio Tauro (?) |